# Vélingara (Département)

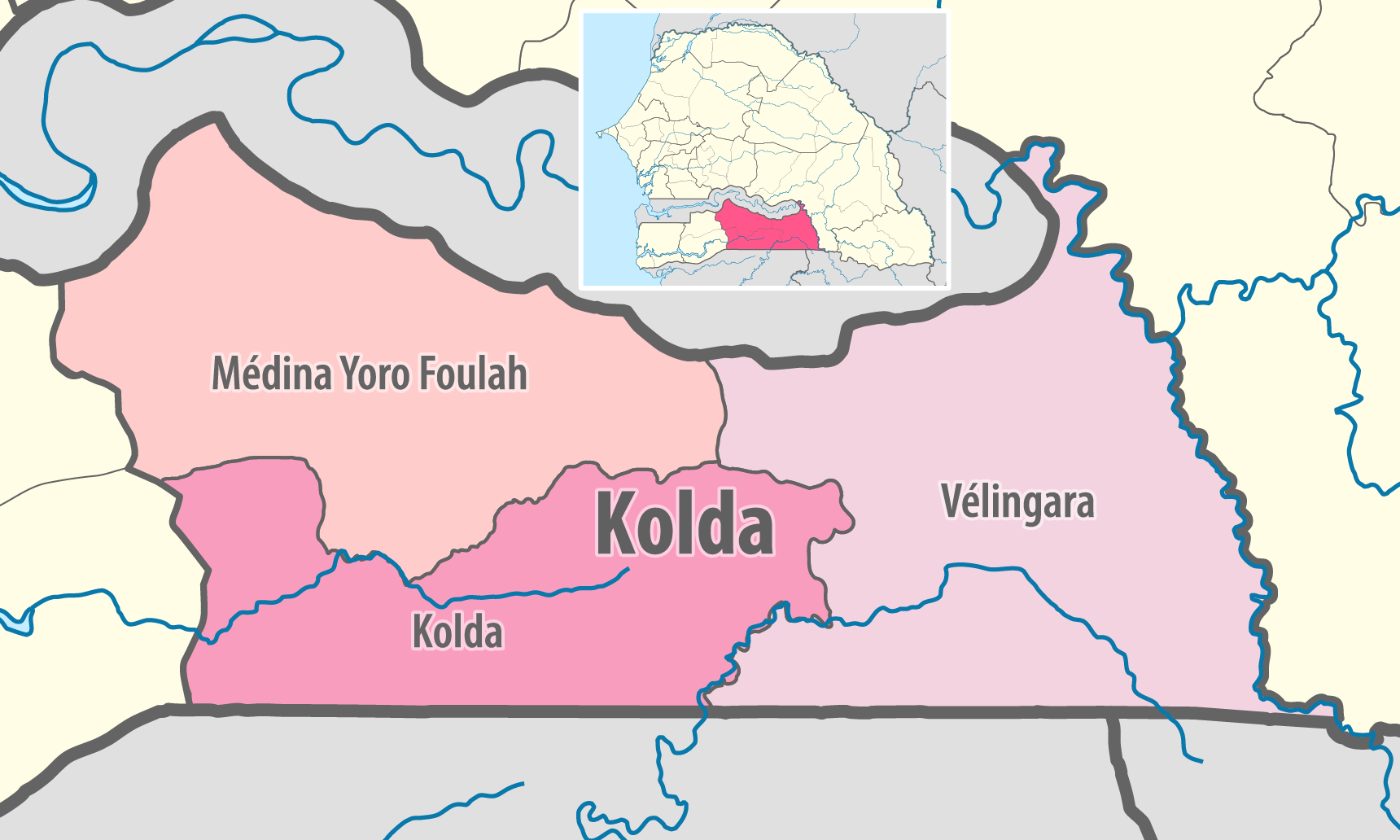
Département Vélingara in der Region Kolda

Das Département Vélingara mit der Hauptstadt Vélingara ist eines von 45 Départements, in die der Senegal, und eines von drei Départements, in die die Region Kolda gegliedert ist. Es liegt im südlichen Senegal und ist ganz im Osten der Casamance zu finden, begrenzt von Gambia und Guinea-Bissau. Hier liegen der Kayanga, wie hier der Oberlauf des Rio Geba genannt wird, und las geologische Besonderheit der  Vélingara-Krater. Die Ostgrenze bildet, schon als Teil des Nationalpark Niokolo-Koba, die Koulountou, der stärkste Zufluss des Gambia.
Das Département hat eine Fläche von 5434 km² und gliedert sich wie folgt in Arrondissements, Kommunen (Communes) und Landgemeinden (Communautés rurales):
| Commune / Arrondissement | Communauté rurale  | Einwohner 2013 |
| Vélingara                | —                  | 32 161         |
| Diaobé-Kabendou          | —                  | 26 165         |
| Kounkané                 | —                  | 10 798         |
| Bonkonto                 | Bonkonto           | 10 233         |
| Bonkonto                 | Linkering          | 17 059         |
| Bonkonto                 | Médina Gounass     | 48 219         |
| Bonkonto                 | Sinthiang Koundara | 26 554         |
| Pakour                   | Ouassadou          | 16 529         |
| Pakour                   | Paroumba           | 14 838         |
| Pakour                   | Pakour             | 12 504         |
| Saré Coly Sallé          | Kandia             | 21 075         |
| Saré Coly Sallé          | Saré Coly Sallé    | 19 000         |
| Saré Coly Sallé          | Némataba           | 10 554         |
| Saré Coly Sallé          | Kandiaye           | 12 693         |
| Département              | —                  | 278 382        |